# Bányai László
Bányai László, B. Bányai, eredeti családi nevén Baumgarten (Körösbánya, 1907. november 17. – Bukarest, 1981. június 3.) magyar közíró, történész, antifasiszta ellenálló, nemzetgyűlési képviselő, 1970-től a Román Tudományos Akadémia levelező tagja. Ifj. Bányai László fizikus és Bányai Péter politikai elemző apja.

## Életútja
Apai ágon Hunyad megyei bányász, anyai ágon csíki közszékely család származéka. A gyulafehérvári Majláth-főgimnázium elvégzése után Budapesten, majd Grenoble-ban és Párizsban folytatta egyetemi tanulmányait. 1930–33 közt Csíkszeredában középiskolában tanított. 1933 őszén kommunista tevékenységéért letartóztatták, s állását elveszítette; 1934 nyarán házasságot kötött Gerő Margit tanárnővel, aki vele együtt vett részt az antifasiszta mozgalmakban. 1934-től 1940-ig a MADOSZ központi titkára Kolozsvárt, 1940 és 1942 közt Brassóban, majd 1944-ig Temesvárt illegális vezető pártaktivista. A második világháború után az MNSZ végrehajtó bizottsági tagja, 1948-tól nemzetgyűlési képviselő, az Elnöki Tanács tagja (1948–52), miniszteri tanácsos (1950-52), egyetemi tanár, a Bolyai Tudományegyetem rektora (1952–56), miniszterhelyettes (1956–58), a bukaresti Történeti Intézet aligazgatója (1959–66), 1970-től a Társadalom- és Politikai Tudományok Akadémiájának egyik alelnöke, Románia Szocialista Köztársaság Akadémiájának levelező tagja.

## Munkássága
Irodalmi pályaíve saját vallomása szerint „a neokatolicizmus, majd eklekticizmus állomásain át jutott el a marxista szemléletig és harcos antifasizmusig, s a doktriner balosságokat leküzdve a szocialista humanizmusig". Először versekkel jelentkezett 1923-ban a Pásztortűzben; munkatársa volt a Cimborának, 1925-ben részt vett a Vasárnapi Újság ifjúsági ankétján. Verseit közölte az Ellenzék irodalmi melléklete. Franciaországból mint egyetemi hallgató irodalmi leveleket írt a Jóbarát számára (1928–29), az Erdélyi Fiatalok főmunkatársa (1930). Az erdélyi románok, magyarok, németek sorsközösségéről írt a párizsi Le Monde Nouveau c. folyóiratban La Transylvanie, Suisse orientale címen (1931). Tanulmányai jelentek meg az Erdélyi Tudósító és Erdélyi Helikon hasábjain (1931–32), az erdélyi eredetiség és európai műveltség összhangjáról; versekkel szerepelt az Új Arcvonal antológiában (1931), a következő évben pedig – Dávid István álnéven – a Korunkban marxista módszerrel elemezte a fiatal erdélyi magyar értelmiség társadalmi és politikai helyzetét.
Ebben az időben vált az Román Kommunista Párt (RKP) irányította Falvak Népe radikális parasztlap munkatársává, majd 1933 márciusában kilépett az Erdélyi Fiatalok főmunkatársai sorából. A Brassói Lapokban és a Korunkban megjelent irodalmi közleményei, vitaírásai a haladó magyar értelmiség népszolgálatát, a román demokratikus erőkkel való szövetkezését és nemzetközi horizontját hirdették; főtitkára volt az 1934-ben megalakult MADOSZ politikai tömegszervezetnek, mely a demokratikus népi egységért és a nemzetközi jogegyenlőségért harcolva a Petru Groza vezette Ekésfronttal lépett szövetségre, s az antifasiszta fronton sorakozott fel.
Szerkesztette a MADOSZ hetilapjait (Székelyföldi Néplap, Igazság 1934–35), baloldali havi szemlét indított Jövő címmel (1935), népfronti alapról bírálta a vásárhelyi találkozó balos-szektáns kifogásolóit (1937), s közös küzdelemre szólított fel a fenyegető hitleri imperialista hódítás ellen. A magyarság a Dunavölgyében c. kötetében ezer év történeti tanulságát idézve szólítja antifasiszta egységbe a magyar és román népet, majd 1938-tól a betiltott MADOSZ Erdélyi Magyar Szó c. hetilapját irányítja Kolozsvárt. A bécsi döntések után a romániai katonai-fasiszta diktatúra elleni harcban az RKP bánsági román és magyar nyelvű illegális lapjainak irányítója.
Új lendületet kapott publicisztikája a második világháború után. A brassói Népi Egység és a kolozsvári Világosság hasábjain megjelent vezércikkei (1944–48) irányt szabtak a honi magyarság önmegfogalmazása számára (A valóságot be kell vallani, A tisztánlátás életkérdés számunkra, Győzni fogunk a nehézségeken, A nemzeti kérdés – a demokrácia kérdése). Később az Utunk, Romániai Magyar Szó és Előre hasábjain is új történelemszemléletet hirdet, a honpolgári tudatot fejleszti, s a nacionalista történelemhamisításokkal szemben közös román és magyar szabadsághagyományokat értékel. Történelmi szakfolyóiratokban románul és a Korunkban magyarul megjelent értekezései a sok százados közös hagyományokra, a nemzetiségi közélet demokratikus alakulására, az osztályharc és ellenállási mozgalom hazai magyar eseményeire, a közös szocialista haza építésére hívja fel a figyelmet. Mint koordináló szerkesztő vett részt A magyar nemzetiség története és testvéri együttműködése a román nemzettel (I. 1976), valamint a Studien zur Geschichte der deutschen Nationalität und ihrer Verbrüderung mit der rumänischen Nation (I. 1976) c. kötetek összeállításában.

## Művei (válogatás)
- A magyarság a Dunavölgyében (Kolozsvár, 1938)
- Harminc év. Jegyzetek a romániai magyarság útjáról (1949)
- Együtt élünk, együtt építünk (cikkek, tanulmányok, 1957)
- Tavaszi szél (versek, 1958)
- Hosszú mezsgye (esszék, jegyzetek, 1970; bővített 2. kiadás 1974)
- Közös sors – testvéri hagyományok (1973. Románul 1971, franciául 1972)
- Kitárul a világ (Önéletrajzi jegyzetek, 1978)
- Válaszúton (Önéletrajzi jegyzetek, 1980)

### Műfordítása
- André Gide: A tékozló fiú hazatérése (Erdélyi Helikon, 1931).